# Bethany Antonia
Bethany Antonia (Birmingham, 25 de dezembro de 1997) é uma atriz britânica. Antonia é mais conhecida devido ao seu papel como Baela Targaryen na série de fantasia da HBO House of the Dragon. Outros de seus trabalhos na televisão são a série adolescente Get Even (2020), da BBC iPlayer, o drama policial Stay Close (2021), da Netflix, e o telefilme biográfico Nolly (2023), da ITV. Seus filmes incluem Pin Cushion (2017).

## Vida pessoal
Nascida em Quinton, Birmingham, Antonia é descendente mista de ingleses e jamaicanos. Quando ela tinha seis anos, sua família mudou-se para uma pequena cidade costeira na região sudoeste de Charente-Maritime, na França, antes de retornar para Birmingham quando ela tinha onze anos. Ela estudou na Perryfields High School e depois na Birmingham Ormiston Academy no sexto ano, onde estudou teatro musical.
Aos 14 anos, iniciou seus treinamentos no First Act Workshop. Ela também passou muitos anos treinando no estúdio Adage Dance em Selly Oak, na Spotlight Stage School em Solihull e no British Youth Music Theatre.
Antonia é lésbica e se assumiu no Instagram em resposta a uma mensagem de ódio.

## Carreira
Antonia começou sua carreira aos 14 anos, aparecendo na adaptação curta-metragem de A Tempestade do Shakespeare Birthplace Trust, após audições abertas locais. Ela garantiu seu primeiro agente logo depois.
Aos 18 anos, em 2017, Antonia fez sua estreia na televisão com uma participação especial em um episódio da novela médica Doctors da BBC One, e depois sua estreia no cinema em Pin Cushion, estrelado por Joanna Scanlan e Lily Newmark.
Em 2019, Antonia foi escalada como Margot Rivers na série adolescente Get Even, da BBC iPlayer e da Netflix, uma adaptação da série de livros Don't Get Mad, de Gretchen McNeil.
No final de 2021, Antonia interpretou Kayleigh Shaw no drama policial de oito episódios da Netflix, Stay Close, parte de uma colaboração entre a Red Production Company e Harlan Coben. Em janeiro de 2022, Antonia fez sua estreia profissional no palco em LAVA no Soho Theatre.
Em 2022, Antonia interpreta Baela Targaryen na série de fantasia da HBO House of the Dragon, uma prequela de Game of Thrones e adaptação do livro de história fictício de George R.R. Martin, Fire and Blood. Em 2023, Antonia interpretou Poppy Ngnomo na minissérie Nolly, de Russell T Davies, da ITV, ao lado de Helena Bonham Carter.

## Filmografia

### Filme
| Ano  | Título              | Papel   | Notas          |
| ---- | ------------------- | ------- | -------------- |
| 2012 | The Tempest         |         | Curta-metragem |
| 2017 | Pin Cushion         | Chelsea |                |
| 2021 | There's Always Hope | Pen     |                |

### Televisão
| Ano           | Título                | Papel             | Notas                          |
| ------------- | --------------------- | ----------------- | ------------------------------ |
| 2017          | Doctors               | Jade Okonjo       | Episódio: "Blitz Spirit"       |
| 2018          | Stath Lets Flats      | Leanne            | Episódio: "It's a Manager Day" |
| 2020          | Get Even              | Rios Margot       | Papel principal: 10 episódios  |
| 2021          | Stay Close            | Kayleigh Shaw     | Papel principal: 8 episódios   |
| 2022–presente | House of the Dragon   | Baela Targaryen   | Papel principal: 9 episódios   |
| 2023          | Nolly                 | Poppy Ngomo       |                                |
| 2024          | Sense and Sensibility | Marianne Dashwood | Filme para TV                  |

## Teatro
| Ano  | Título                      | Papel           | Notas                |
| ---- | --------------------------- | --------------- | -------------------- |
| 2013 | Peter Pan: The Never Ending | Criança Perdida | Arena Tour           |
| 2022 | Lava                        | Rach            | Teatro Soho, Londres |

## Links externos
- Bethany Antonia. no IMDb.
- Bethany Antonia no Spotlight